# Reitsport bei den Panamerikanischen Spielen
Pferdesport war schon im Programm der ersten Panamerikanischen Spiele von 1951 in Buenos Aires, Argentinien. Seitdem war der Reitsport durchgehend Bestandteil der Panamerikanischen Spiele. Es sind die Disziplinen Dressur, Vielseitigkeit und Springen vertreten. In jeder Disziplin werden sowohl Team-, als auch Einzel-Medaillen vergeben. Männer und Frauen treten gemeinsam an.
Die Reitsportdisziplinen sowie die Teildisziplin Springen des Modernen Fünfkampfs sind die einzigen Veranstaltungen mit Tieren bei den Panamerikanischen Spielen. Im Reitsport wird das Pferd als Athlet betrachtet, der Reiter stellt das Tier nur vor. Die Internationale Organisation für den Pferdesport ist die Fédération Équestre Internationale (FEI).

## Vielseitigkeit
1991 in Havanna und 2003 in Santo Domingo wurde keine Vielseitigkeit durchgeführt. Stattdessen wurde jeweils ein separates Panamerikanisches Vielseitigkeits-Championat ausgetragen. 1991 fand es in Chatsworth, Georgia, USA statt und 2003 in Fair Hill, Maryland.

## Austragungen
| Austragung | Jahr | Ort              | Land                    |
| ---------- | ---- | ---------------- | ----------------------- |
| I          | 1951 | Buenos Aires     | Argentinien             |
| II         | 1955 | Ciudad de México | Mexiko                  |
| III        | 1959 | Chicago          | Vereinigte Staaten      |
| IV         | 1963 | São Paulo        | Brasilien               |
| V          | 1967 | Winnipeg         | Kanada                  |
| VI         | 1971 | Cali             | Kolumbien               |
| VII        | 1975 | Ciudad de México | Mexiko                  |
| VIII       | 1979 | San Juan         | Puerto Rico             |
| IX         | 1983 | Caracas          | Venezuela               |
| X          | 1987 | Indianapolis     | Vereinigte Staaten      |
| XI         | 1991 | Havanna          | Kuba                    |
| XII        | 1995 | Mar del Plata    | Argentinien             |
| XIII       | 1999 | Winnipeg         | Kanada                  |
| XIV        | 2003 | Santo Domingo    | Dominikanische Republik |
| XV         | 2007 | Rio de Janeiro   | Brasilien               |
| XVI        | 2011 | Guadalajara      | Mexiko                  |
| XVII       | 2015 | Toronto          | Kanada                  |
| XVIII      | 2019 | Lima             | Peru                    |

## Medaillenspiegel
Bei manchen Wettkämpfen gab es keine Silber- oder Bronzemedaillen.
| Platz | Land                    | Gold | Silber | Bronze | Gesamt |
| ----- | ----------------------- | ---- | ------ | ------ | ------ |
| 1     | Vereinigte Staaten      | 50   | 34     | 18     | 102    |
| 2     | Kanada                  | 20   | 22     | 12     | 54     |
| 3     | Mexiko                  | 8    | 10     | 18     | 36     |
| 4     | Brasilien               | 8    | 7      | 15     | 30     |
| 5     | Chile                   | 7    | 6      | 13     | 26     |
| 6     | Argentinien             | 2    | 13     | 2      | 17     |
| 7     | Bermuda                 | 1    | 0      | 1      | 2      |
| 8     | Puerto Rico             | 1    | 0      | 0      | 1      |
| 9     | Kolumbien               | 0    | 1      | 4      | 5      |
| 10    | Venezuela               | 0    | 1      | 1      | 2      |
| 11    | Dominikanische Republik | 0    | 0      | 2      | 2      |
| 12    | Uruguay                 | 0    | 0      | 1      | 1      |
| Total | Total                   | 97   | 94     | 87     | 278    |

Stand: Lima 2019.